# Zuzanna i starcy (obraz Lorenza Lotta)
Zuzanna i starcy (Zuzanna w kąpieli) – obraz włoskiego malarza renesansowego Lorenza Lotta z 1517 roku.

## Geneza obrazu
Temat obrazu został zaczerpnięty ze Starego Testamentu, z Księgi Daniela. Motyw opowiada o Zuzannie, pięknej żonie Joakima, i dwóch starcach – sędziach, którzy zakochali się w niej. Kiedy dziewczyna brała kąpiel, pojawili się starcy. 

Gdy tylko dziewczęta odeszły, obaj starcy powstali i podbiegli do niej mówiąc: Oto drzwi ogrodu są zamknięte i nikt nas nie widzi, my zaś pożądamy ciebie. Toteż zgódź się obcować z nami! W przeciwnym razie zaświadczymy przeciw tobie, że był z tobą młodzieniec i dlatego odesłałaś od siebie dziewczęta. Westchnęła Zuzanna i powiedziała: Jestem w trudnym ze wszystkich stron położeniu. Jeżeli to uczynię, zasługuję na śmierć; jeżeli zaś nie uczynię, nie ujdę waszych rąk. Wolę jednak niewinna wpaść w wasze ręce, niż zgrzeszyć wobec Pana (Dn 13:19-23

. Ich zaloty zostały odrzucone. Wówczas urażeni oskarżyli ją o cudzołóstwo. Za ten czyn groziło dziewczynie ukamienowanie 

Zawołała więc Zuzanna bardzo głośno; krzyknęli także dwaj starcy przeciw niej. Jeden z nich pobiegł otworzyć drzwi ogrodu. Gdy domownicy usłyszeli krzyk w ogrodzie, pobiegli przez boczne drzwi, by zobaczyć, co się jej stało. (Dn 13:24-26)

. Na szczęście dla kobiety ujął się za nią młody prorok Daniel. Wykazał on ich nieprawość i kłamstwa, za co zostali skazani na śmierć, a Zuzanna odzyskała cześć.

## Opis obrazu
Lotto wybrał moment, gdy Zuzanna odrzuca zaloty starców, a ci wołają sługi, by oczernić ją przed nimi. Siłą sceny są pełne ekspresji gesty przedstawionych postaci. Opowiedzianą historię czyta się spiralnie, poczynając od mężczyzny w czerwonej szacie po kobietę, drugiego starca, a kończąc na sługach. Starzec zwrócony jest w stronę Zuzanny, tłumaczy jej swoje zamiary, gesty dłoni wskazują na szantaż, jakim się posługuje: zgódź się obcować z nami lub poświadczymy o twojej nieczystości. Kobieta jest naga, była w trakcie kąpieli w ogrodowej termie. Gest prawej ręki wskazuje na jej odmowę, a skierowanie wzroku ku Bogu sugeruje, iż woli pozostać w zgodzie z boskimi nakazami. Lotto, zgodnie z wcześniejszą manierą malarską, dodatkowo umieścił aureole wokół głowy Zuzanny, sugerując jej świętość. By opowieść była lepiej zrozumiana, Lotto umieszcza kartusz o treści; Wolę umrzeć, niż zgrzeszyć, Biada mi. Po jej lewej stronie mężczyzna w bardzo żywiołowy sposób gestykuluje, wyrażając swoje udawane oburzenie. Palcem wskazuje w stronę nieba, a jednocześnie drugą ręką na kobietę. Głowę skierowaną ma na sługi, właśnie otwierających drzwi łaźni. W ten sposób sugeruje popełnienie grzechu cudzołóstwa przez Zuzannę. Nad jego głową znajduje się drugi kartusz, wyjaśniający wymowę gestów obu mężczyzn: Przyłapaliśmy ją w ramionach młodego mężczyzny. Bądź nam powolna lub giń za sprawą naszego świadectwa. Wykorzystanie pomocy w postaci napisów objaśniających nie było pomysłem nowym w malarstwie. Wcześniej podobny zabieg wykorzystał m.in. Hieronim Bosch w swoim Ecce Homo.               
Tłem dla sceny w łaźni, jest namalowany z dużą starannością pejzaż. Widać kościół, fosę, w której pływa para gęsi, czy ogrodzenie ogrodu ozdobione różami. Z lewej strony Lotto przedstawił małą scenkę poprzedzającą główne wydarzenia. Można zauważyć trzy kobiety; po stronie ogrodu Zuzanna idzie w stronę term, a za murem widać dwie odprawione służące idące po olejek. Motyw jest odbiciem słów Zuzanny: Przynieście mi olejek i wonności, a drzwi ogrodu zamknijcie, abym się mogła wykąpać.